# 兰家镇 (长春市)
兰家镇，是中华人民共和国吉林省长春市宽城区下辖的一个行政建制镇。

## 行政区划
兰家镇下辖以下地区：
兰家大街社区、东道村、合隆村、郭家村、广宁村、邵家村、丛家村、孟家村、六马村、姜家村、台家村、小城子村、蔡家村、邱家村、马家村和五星村。